# Aeroportul Nerlerit Inaat
Aeroportul Nerlerit Inaat (IATA: CNP, ICAO: BGCO) este un aeroport din Sermersooq, Groenlanda ce deservește zona Ittoqqortoormiit. 
Situat la o altitudine de 14 m, aeroportul dispune de o singură pistă. Este operat de Greenland Airport Authority⁠(d).